# Ziggo Dome
Ziggo Dome es un espacio multiusos ubicado en la ciudad de Ámsterdam, Países Bajos, que cuenta con una capacidad para 17.000 personas. Fue inaugurado en 2012. El recinto es utilizado tanto para eventos deportivos así como para eventos musicales.

## Conciertos
El lugar cuenta con una capacidad de entre 15.600 y 17.000 personas por concierto.
- El primer concierto fue llevado a cabo por Marco Borsato, el 24 de junio como parte de su "Dichtbij Tour".
- La banda estadounidense Pearl Jam tocó los días 26 y 27 de junio como parada de su "Pearl Jam 2012 European Tour".
- La cantante pop Madonna interpretó las canciones de su último trabajo "MDNA" así como sus grandes éxitos en las dos fechas agotadas frente a 29.172 fanes[1] en su gira "The MDNA Tour" los días 7 y 8 de julio.
- Lady GaGa presentó los hits de su exitoso álbum Born This Way frente a 26.375 personas, los días 17 y 18 de septiembre de 2012 en su Born This Way Ball Tour.
- Los días 23 y 24 de junio de 2013, la estrella pop barbadense Rihanna presentó su gira  Diamonds World Tour, en apoyo a Unapologetic, su séptimo álbum de estudio.
- Los días 15 y 16 de noviembre de 2013, el Dj Armin van Buuren inició la gira mundial "Armin Only - Intense".
- El 22 de junio de 2014, Miley Cyrus se presentó el lugar para ofrecer un concierto, que formó parte de su gira mundial Bangerz Tour.
- El 7 de noviembre de 2014 Linkin Park se presentó se presentó en dicha instalación para ofrecer un concierto, que formó parte de su gira mundial The Hunting Party Tour.
- El 20 de octubre de 2012 Headhunterz, uno de los principales DJs de Hardstyle del mundo, presentó el éxito de su podcast "Hard With Style".
- El 09 y 10 de marzo de 2015, Katy Perry se presentó en el lugar para ofrecer un dos concieros como parte de su gira mundial Katy Perry: The Prismatic World Tour
- El 28 y 29 de mayo de 2015 Ariana Grande se presentó en el lugar para ofrecer dos conciertos, que forman parte de su gira mundial The Honeymoon Tour.
- El 7 y 8 de junio de 2015 Paul McCartney se presentó en el lugar para ofrecer dos conciertos, pertenecientes a su gira Out There! Tour
- El 21 de junio de 2015 Taylor Swift se presentó en el lugar para ofrecer un concierto, que forma parte de su gira mundial The 1989 World Tour.
- El 21 y 22 de noviembre de 2015 Simply Red se presentó en el lugar para ofrecer dos conciertos , que forman parte de su gira mundial Big Love 30Th Anniversary Tour.
- El 05 y 6 de diciembre de 2015, Madonna se presentó en el lugar para ofrecer dos conciertos pertenecientes a su gira Rebel Heart Tour
- El 1, 3, 4 y 6 de junio de 2016, Adele se presentó en el lugar para ofrecer cuatro conciertos pertenecientes a su gira Adele Live 2016
- El 23 de abril de 2016, Mariah Carey se presentó en el lugar donde ofreció un concierto como parte de su gira The Sweet Sweet Fantasy Tour.
- El 7 de mayo de 2017, Depeche Mode se presentó en el lugar para ofrecer un concierto perteneciente a su gira Global Spirit Tour
- El 14 y 16 de mayo de 2017, Ariana Grande se presentó en el lugar para ofrecer dos conciertos pertenecientes a su gira Dangerous Woman Tour
- El 22 de septiembre de 2017, John Legend se presentará en el lugar para ofrecer un concierto como parte de su gira Darkness And Light Tour
- El 3 de octubre de 2017, Lady Gaga se presentará en el lugar para ofrecer un concierto como parte de su gira Joanne Word Tour
- El 13 de enero de 2018, Depeche Mode se presentará en el lugar para ofrecer un concierto como parte de su gira Global Spirit Tour
- El 14 de marzo de 2018, Harry Styles se presentará en el lugar para ofrecer un concierto como parte de su gira Harry Styles: Live On Tour
- El 26 y 27 de mayo de 2018, Katy Perry se presentará en el lugar para dar dos conciertos como parte de su gira Witness: The Tour
- El 9 de junio de 2018, Shakira se presenta en el lugar para dar un concierto como parte de su gira El Dorado World Tour
- El 5, 7 y 8 de abril de 2021, Céline Dion se presentará aquí como parte de su Courage World Tour, estas serán las primeras actuaciones de Dion en la arena.
- El 2, 3 y 4 de junio de 2022, Armin van Buuren se presentó aquí para llevar a cabo su show This Is Me: Feel Again como conmemoración de su aniversario nº 25 dentro de la industria musical.
- El 22 de diciembre de 2022, el grupo de kpop BLACKPINK se presentó con su gira Born Pink World Tour.